# Пол Улфовиц
Пол Улфовиц (на английски: Paul Wolfowitz) е американски политик – политически съветник и бивш заместник-министър на отбраната на САЩ (2001 – 2005 г.) в министерството, ръководено от Доналд Ръмсфелд, и бивш президент на Световната банка (2005 – 2007).
Смята се, че е противоречива личност, понеже е сред „архитектите“ на войната за свалянето на режима на Саддам Хюсеин в Ирак. Улфовиц е член на Проекта за новия американски век.
Роден е на 22 декември 1943 г. в Бруклин, Ню Йорк.